# Gnomos (World of Warcraft)
Los gnomos son una de las razas del MMORPG World of Warcraft que pertenecen a la facción de la Alianza.

## Introducción
Los gnomos inician el juego en Dun Murogh (zona de la Alianza), tienen como capital la Ciudad de Forjaz ya que su capital original, Gnomeregan, fue ocupada durante la segunda guerra por parte de troggs. Son muy buenos ingenieros, su montura es el Mecazancudo, un Zancudo hecho por ingenieros gnomos, solo utilizables para aquellas razas de la Alianza:Humanos, Enanos, Gnomos, Draeneis y Elfos de la noche.

## Aspecto
Los gnomos son pequeños y ligeros, tal y como aparecen en la mitología de Europa del norte. Se asemejan algo a los enanos, pero son más bajos y tienen rasgos más juveniles. Tienen narices grandes y piel rubicunda. Su pelo puede ser de color blanco, rubio, castaño, negro, verde, azul y rosa. Sus orejas son grandes, y se ven a menudo con las gafas de ingeniería, y otros artículos relacionados con sus inclinaciones tecnológicas.

## Atributos iniciales
Artista del escape - Hechizo de lanzamiento instantáneo y de 2 minutos de reutilización:
Escapa de los efectos de inmovilización o de reducción de velocidad de movimiento.
Mente expansiva - pasivo:
Aumenta la reserva de maná en un 5%.
Resistencia arcana - pasivo:
Reduce la posibilidad de ser impactado por hechizos Arcanos en un 2%.
Técnico - pasivo:
Habilidad de ingeniería aumentada en 15.

## Clases
Los gnomos pueden elegir entre 5 clases: mago, brujo, pícaro, caballero de la muerte, Sacerdote (en cataclysm) y guerrero.
- Datos: Q821956